# 茱莉·芬尼-易普森
茱莉·芬尼-易普森（丹麥語：Julie Finne-Ipsen，1995年1月22日—），丹麥女子高爾夫球及羽毛球運動員。

## 簡歷
2011年7月，茱莉·芬尼-易普森代表丹麦参加芬兰万塔举办的歐洲青年羽毛球錦標賽，助丹麦队赢得团体季军。
2012年5月，茱莉·芬尼-易普森与蒂尔德·艾弗森出战丹麥羽毛球國際賽，在女双準决赛以0比2（16-21、14-21）不敌赛会头号种子、队友的莱恩·丹穆凯尔·克鲁斯/马丽恩·罗布克。同年11月，她与丽克·瑟比·汉森出战匈牙利羽毛球國際賽，在女双决赛以0比2（17-21、21-23）不敌跨国组合的（德国：卡罗拉·鲍特/克罗地亚：斯塔萨·博萨诺维奇），赢得亚军。
2013年1月，茱莉·芬尼-易普森与丽克·瑟比·汉森出战愛沙尼亞羽毛球國際賽，在女双决赛以1比2（21-15、19-21、20-22）不敌赛会头号种子、俄罗斯强档的伊琳娜·克列布科/克谢尼娅·波利卡波娃，赢得亚军。同年3月，她代表丹麥参加土耳其安卡拉舉行的歐洲青年羽毛球錦標賽，除贏得混合團體冠軍外，又分別與丽克·瑟比·汉森和卡斯珀·安东森贏得女子雙打亞軍和混合雙打季軍。同年4月，她与丽克·瑟比·汉森出战克羅地亞羽毛球國際賽，在女双决赛以0比2（19-21、19-21）不敌赛会头号种子、俄罗斯强档的伊琳娜·克列布科/克谢尼娅·波利卡波娃，赢得亚军。同年11月，她与丽克·瑟比·汉森出战挪威羽毛球國際賽，在女双决赛以2比0（21-14、24-22）击败了俄罗斯强档的奥尔佳·戈洛瓦诺娃/维多利亚·沃罗比娃，赢得国际赛女双冠军，亦是她首个國際系列賽女双冠军。
2014年2月，茱莉·芬尼-易普森代表丹麦参加瑞士巴塞爾举办的歐洲女子羽毛球團體錦標賽，助球队赢得女团冠军。同年4月，她与丽克·瑟比·汉森出战克羅地亞羽毛球國際賽，在女双决赛以2比1（15-21、21-17、21-19）击败了队友的伊本·伯格斯坦/路易丝·塞爱尔森，赢得国际赛女双冠军。同年11月，她与约瑟芬·范·赞纳出战挪威羽毛球國際賽，在女双準决赛以0比2（17-21、20-22）不敌赛会2号种子、波兰强档的马格达莱纳·维特克/阿内塔·维特科夫斯卡。同年12月，她与丽克·瑟比·汉森出战愛爾蘭羽毛球公開賽，在女双决赛以0比2（16-21、14-21）不敌跨国组合的（瑞典：伊美利·法贝克/丹麦：莉娜·格雷巴克），赢得亚军。
2015年4月，茱莉·芬尼-易普森与迪特·瑟比·汉森出战克羅地亞羽毛球國際賽，在女双决赛以1比2（16-21、21-19、19-21）不敌队友的麦尔肯·弗勒尔戈德/卡米拉·马滕斯，赢得亚军。同年11月，她出战挪威羽毛球國際賽，在女单準决赛以1比2（22-20、12-21、11-21）不敌赛会2号种子、爱沙尼亚名将的卡蒂·托尔莫夫。同年12月，她与丽克·瑟比·汉森出战愛爾蘭羽毛球公開賽，在女双决赛以1比2（10-21、22-24、9-21）不敌赛会头号种子、保加利亚强档的加夫列拉·斯托伊娃/斯蒂法尼·斯托伊娃，赢得亚军。
2016年2月，茱莉·芬尼-易普森代表丹麦参加俄羅斯喀山举办的歐洲女子羽毛球團體錦標賽，助球队赢得女团冠军。同年9月，她与丽克·瑟比·汉森出战比利時羽毛球國際賽，在女双决赛以1比2（22-24、21-18、18-21）不敌英格兰强档的克洛伊·比爾切/勞倫·史密斯，赢得亚军。同年11月，她出战挪威羽毛球國際賽，在女单準决赛以0比2（18-21、17-21）不敌赛会头号种子、毛里求斯名将的凯特·甫·库内；此外，还与搭档丽克·瑟比·汉森的女双决赛以2比0（21-16、21-14）击败了队友的安妮·卡特琳·汉森/玛丽·路易丝·斯蒂芬森，赢得国际赛女双冠军。同期11月，她出战蘇格蘭羽毛球大獎賽，在女单準决赛以0比2（14-21、9-21）不敌赛会3号种子、队友的梅蒂·波尔森；此外，还与搭档丽克·瑟比·汉森的女双準决赛以0比2（16-21、16-21）不敌马来西亚强档的林芸如/葉錚雯。同年12月，她与丽克·瑟比出战愛爾蘭羽毛球公開賽，在女双决赛以0比2（22-24、18-21）不敌法国强档的埃米莉·拉菲尔/安妮·特兰，赢得亚军。
2017年6月，茱莉·芬尼-易普森与丽克·瑟比出战西班牙羽毛球國際賽，在女双準决赛以0比2（15-21、16-21）不敌日本强档的新玉美鄉/渡邊茜。
2018年2月，茱莉·芬尼-易普森代表丹麦参加俄羅斯喀山举办的歐洲羽毛球女子團體錦標賽，助球队赢得女团冠军。同年12月，她与麦尔·苏罗出战意大利羽毛球國際賽，在女双决赛以1比2（13-21、21-14、13-21）不敌赛会头号种子、俄罗斯强档的叶卡捷琳娜·博洛托娃/艾莉娜·达夫列托娃，赢得亚军。
2019年1月，茱莉·芬尼-易普森与麥爾·蘇羅出战愛沙尼亞羽毛球國際賽，在女双决赛以2比1（21-12、17-21、21-14）击败了赛会头号种子、俄罗斯强档的安娜斯塔西亚·切尔维亚科娃/奧爾佳·莫羅佐娃，赢得国际赛女双冠军。同期1月，她与克劳迪娅·帕雷德斯出战瑞典羽毛球公開賽，在女双準决赛以1比2（8-21、21-14、19-21）不敌赛会头号种子、瑞典强档的艾玛·卡尔松/约翰娜·芒努松。

## 主要比賽成績
只列出曾進入準決賽的國際賽事成績：
| 年份   | 賽事                     | 公開賽級別 | 項目     | 拍檔              | 成績   |
| ------ | ------------------------ | ---------- | -------- | ----------------- | ------ |
| 2011年 | 歐洲青年羽毛球錦標賽     | 其他       | 混合團體 | －                | 準決賽 |
| 2012年 | 丹麥羽毛球國際賽         | 國際挑戰賽 | 女子雙打 | 蒂尔德·艾弗森     | 準決賽 |
| 2012年 | 匈牙利羽毛球國際賽       | 國際系列賽 | 女子雙打 | 丽克·瑟比·汉森    | 亞軍   |
| 2013年 | 愛沙尼亞羽毛球國際賽     | 國際系列賽 | 女子雙打 | 丽克·瑟比·汉森    | 亞軍   |
| 2013年 | 歐洲青年羽毛球錦標賽     | 其他       | 混合團體 | －                | 冠軍   |
| 2013年 | 歐洲青年羽毛球錦標賽     | 其他       | 女子雙打 | 丽克·瑟比·汉森    | 亞軍   |
| 2013年 | 歐洲青年羽毛球錦標賽     | 其他       | 混合雙打 | 卡斯珀·安东森     | 準決賽 |
| 2013年 | 克羅地亞羽毛球國際賽     | 國際系列賽 | 女子雙打 | 丽克·瑟比·汉森    | 亞軍   |
| 2013年 | 挪威羽毛球國際賽         | 國際系列賽 | 女子雙打 | 丽克·瑟比·汉森    | 冠軍   |
| 2014年 | 歐洲女子羽毛球團體錦標賽 | 其他       | 女子團體 | －                | 冠軍   |
| 2014年 | 克羅地亞羽毛球國際賽     | 國際系列賽 | 女子雙打 | 丽克·瑟比·汉森    | 冠軍   |
| 2014年 | 挪威羽毛球國際賽         | 國際系列賽 | 女子雙打 | 约瑟芬·范·赞纳    | 準決賽 |
| 2014年 | 愛爾蘭羽毛球公開賽       | 國際挑戰賽 | 女子雙打 | 丽克·瑟比·汉森    | 亞軍   |
| 2015年 | 克羅地亞羽毛球國際賽     | 國際系列賽 | 女子雙打 | 迪特·瑟比·汉森    | 亞軍   |
| 2015年 | 挪威羽毛球國際賽         | 國際系列賽 | 女子單打 | －                | 準決賽 |
| 2015年 | 愛爾蘭羽毛球公開賽       | 國際挑戰賽 | 女子雙打 | 丽克·瑟比·汉森    | 亞軍   |
| 2016年 | 歐洲女子羽毛球團體錦標賽 | 其他       | 女子團體 | －                | 冠軍   |
| 2016年 | 比利時羽毛球國際賽       | 國際挑戰賽 | 女子雙打 | 丽克·瑟比·汉森    | 亞軍   |
| 2016年 | 挪威羽毛球國際賽         | 國際系列賽 | 女子單打 | —                 | 準決賽 |
| 2016年 | 挪威羽毛球國際賽         | 國際系列賽 | 女子雙打 | 丽克·瑟比·汉森    | 冠軍   |
| 2016年 | 蘇格蘭羽毛球大獎賽       | 大獎賽     | 女子單打 | —                 | 準決賽 |
| 2016年 | 蘇格蘭羽毛球大獎賽       | 大獎賽     | 女子雙打 | 丽克·瑟比·汉森    | 準決賽 |
| 2016年 | 愛爾蘭羽毛球公開賽       | 國際挑戰賽 | 女子雙打 | 丽克·瑟比         | 亞軍   |
| 2017年 | 西班牙羽毛球國際賽       | 國際挑戰賽 | 女子雙打 | 丽克·瑟比         | 準決賽 |
| 2018年 | 歐洲羽毛球女子團體錦標賽 | 其他       | 女子團體 | －                | 冠軍   |
| 2018年 | 意大利羽毛球國際賽       | 國際挑戰賽 | 女子雙打 | 麦尔·苏罗         | 亞軍   |
| 2019年 | 愛沙尼亞羽毛球國際賽     | 國際系列賽 | 女子雙打 | 麦尔·苏罗         | 冠軍   |
| 2019年 | 瑞典羽毛球公開賽         | 國際系列賽 | 女子雙打 | 克劳迪娅·帕雷德斯 | 準決賽 |
| 2019年 | 葡萄牙羽毛球國際賽       | 國際系列賽 | 女子雙打 | 克拉拉·尼斯塔特   | 冠軍   |
| 2019年 | 荷蘭羽毛球國際賽         | 國際系列賽 | 女子雙打 | 麥爾·蘇羅         | 準決賽 |
| 2019年 | 蘇格蘭羽毛球公開賽       | 國際挑戰賽 | 女子雙打 | 麥爾·蘇羅         | 亞軍   |
| 2020年 | 瑞典羽毛球公開賽         | 國際系列賽 | 女子雙打 | 麥爾·蘇羅         | 冠軍   |
| 2021年 | 丹麥羽毛球大師賽         | 國際挑戰賽 | 女子雙打 | 麥爾·蘇羅         | 準決賽 |
| 2022年 | 奧地利羽毛球公開賽       | 國際系列賽 | 女子雙打 | 麦尔·苏罗         | 亞軍   |
| 2022年 | 南特羽毛球國際挑戰賽     | 國際挑戰賽 | 女子雙打 | 麦尔·苏罗         | 冠軍   |
| 2023年 | 荷蘭羽毛球公開賽         | 國際挑戰賽 | 女子雙打 | 麦尔·苏罗         | 亞軍   |
| 2023年 | 阿布達比羽毛球大師賽     | 超級100賽  | 女子雙打 | 麥爾·蘇羅         | 亞軍   |
| 2023年 | 愛爾蘭羽毛球公開賽       | 國際挑戰賽 | 女子雙打 | 麥爾·蘇羅         | 準決賽 |
| 2023年 | 威爾斯羽毛球國際賽       | 國際挑戰賽 | 女子雙打 | 麥爾·蘇羅         | 準決賽 |
| 2024年 | 蘇格蘭羽毛球公開賽       | 國際挑戰賽 | 女子雙打 | 麦尔·苏罗         | 準決賽 |

| 2007-2017年 | 首要超級賽 | 超級賽 | 黃金大獎賽 | 大獎賽 | 國際挑戰賽 | 國際系列賽 | 未來系列賽 | 其他 |

| 2018-2026年 | 總決賽 | 超級1000賽 | 超級750賽 | 超級500賽 | 超級300賽 | 超級100賽 | 國際挑戰賽 | 國際系列賽 | 未來系列賽 | 其他 |

### 奧運會和世錦賽參賽紀錄
|          | 搭檔      | 2017 |
| -------- | --------- | ---- |
| 女子雙打 | 丽克·瑟比 | 48強 |